# 奧布希夫卡 (第聶伯羅區)
48°32′41″N 34°52′21″E / 48.54472°N 34.87250°E

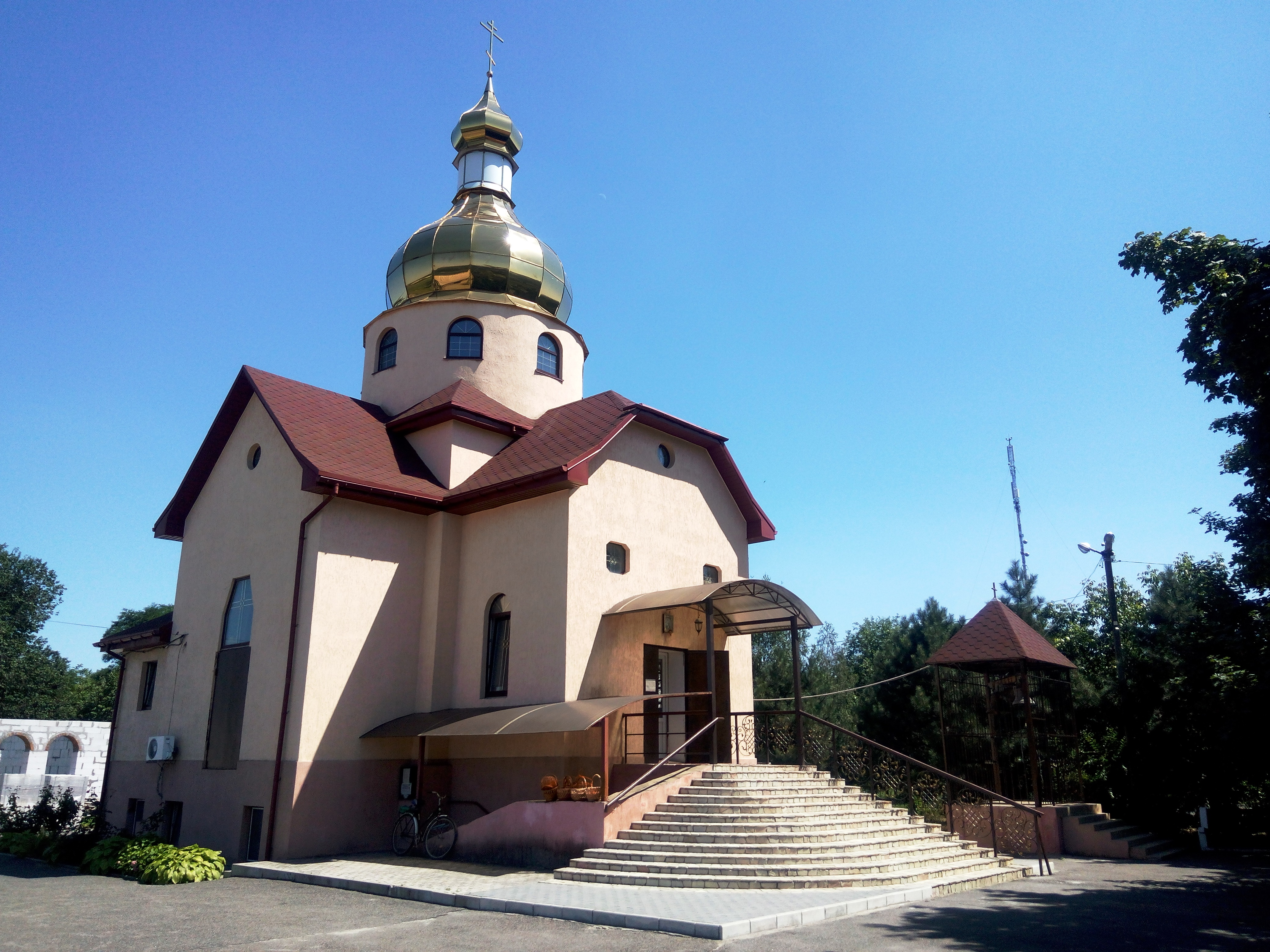
教堂

奧布希夫卡（烏克蘭語：Обухівка），2016年前名基洛夫斯科耶，是位於烏克蘭中部的市級鎮，由第聶伯羅彼得羅夫斯克州裡第聶伯羅區的奧布希夫卡市鎮負責管轄。該鎮始建於十八世紀，面積14.9平方公里，海拔高度54米，2013年人口7,632，人口密度每平方公里512人。